# Royton
Royton – miasteczko w aglomeracji Manchesteru, administracyjnie należące do dystryktu Oldham. Historycznie ośrodek przemysłu tekstylnego, obecnie w dzielnicy przemysłowej znajduje się m.in. fabryka łóżek i montownia pojazdów. Ok. 21 tysięcy mieszkańców.